# Топлина
Топлината (или количеството топлина) е физична величина, дефинирана от Първия закон на термодинамиката, който гласи следното:
Изменението на вътрешната енергия на една термодинамична система е равно на извършената върху нея работа и обмененото количество топлина с други термодинамични системи.
Количеството топлина обикновено се бележи с Q и има измерение на енергия (джаул).
{\displaystyle \Delta Q=U+W\ }
където U е вътрешната енергия, а W е работата, извършена от външни сили над термодинамичната система.
В диференциална форма той се записва:
{\displaystyle dQ=\delta U+\delta W\ }.
Много често се прави грешка, като топлината (или количеството топлина) се интерпретира като топлинна енергия на тялото.
Защо топлината (или количеството топлина) не е форма на енергията?
Защото за топлината, както и за работата, не съществува „закон за запазване на топлината“ или „закон за запазване на работата“. Най-общо казано, топлината не е енергия, която се предава от термодинамична система с по-висока температура към термодинамична система с по-ниска температура вследствие на температурната разлика. Топлината е мярка за въздействие (или взаимодействието) между две термодинамични системи с различни температури. По тази си характеристика топлината има повече сходни характеристики с физическата величина работа, а не с физическата величина енергия. В историята на физиката топлината първоначално некоректно е била възприемана именно като вид енергия.